# Дејвид Дукавни
Дејвид Вилијам Дукавни (енгл. David William Duchovny; Њујорк, 7. август 1960) је амерички глумац најпознатији по улози ФБИ-агента Фокса Молдера у ТВ-серији Досије икс.
Отац му је писац АмрамДукавни, Јеврејин из Бруклина, а мајка Маргарет, наставница и по рођењу Шкоткиња.Дукавни је завршио престижну мушку школу на Менхетну, гимназију и универзитет у Принстону. Такође је магистрирао енглеску књижевност на Јејл универзитету. Оженио се са глумицом Теом Лиони 6. маја 1997. Пар има ћерку Мадлен Вест рођену 24. априла 1999, и сина Кида Милера, рођеног 15. јуна 2002. ПородицаДукавни живи у Малибуу, Калифорнија.
Пре Досијеа Икс,Дукавни је имао споредну улогу у серији Твин Пикс. Појавио се и неколико пута у ТВ-сатири Шоу Ларија Сандерса, глумећи сам себе, појављујући се и у последњој епизоди серије, пародирајући једну од мање познатих сцена са Шерон Стоун из Ниских страсти.
Певачица Бри Шарп снимила је 1999. године песму "David Duchovny". Песма, са стихом: „ДејвидеДукавни, зашто ме не волиш?" у исто време и велича и исмејава Дуковног. Песма је постала хит.

## Филмографија
| Година | Филм                               | Улога                           | Белешке |
| ------ | ---------------------------------- | ------------------------------- | --- |
| 2022   | Наследство                         | Ричард                          | |
| 2008   | Досије икс: Желим да верујем       | Фокс Молдер                     | радња између девете и десете сезоне                                                                                              |
| 2006   | Тајна                              | Др Бенџамин Марис               | |
| 2006   | Телевизор                          | Мајк                            | |
| 2005   | Веруј човеку                       | Том                             | |
| 2004   | Д-ова кућа                         | Томи                            | редитељски и сценаријски првенац                                                                                                 |
| 2004   | Кони и Карла                       | Џеф                             | |
| 2002   | Потпуна голотиња                   | Бил/Гас                         | |
| 2001   | Зуландер                           | Џ. П. Пруит                     | |
| 2001   | Еволуција                          | Др Ајра Кејн                    | |
| 2000   | Повратак мени                      | Боб Руленд                      | |
| 1998   | Досије Икс                         | Фокс Молдер                     | радња између пете и шесте сезоне                                                                                                 |
| 1997   | Изигравајући Бога                  | Др Јуџин Сандс                  | |
| 1993   | Калифорнија                        | Брајан Кеслер                   | |
| 1992   | Чаплин                             | Роли Тотеро                     | |
| 1992   | Венеција/Венеција                  | Дилан                           | |
| 1992   | Дневник црвених ципелица           | Џејк Винтерс                    | TV, главна улога у филму Дневник црвене ципелице и трилогији Ауто еротика, у осталим епизодама наратор и уводне и завршне сцене. |
| 1992   | Отмичар деце                       | Дејвид                          | TV |
| 1992   | Бетовен                            | Бред                            | |
| 1992   | Руби                               | Трипит                          | |
| 1991   | Силовање                           | Ренди                           | |
| 1991   | Немој рећи мами, код куће смо сами | Брус                            | |
| 1991   | Џулија има два љубавника           | Данијел                         | |
| 1990   | Лош утицај                         | Цвикераш                        | |
| 1990   | Порицање                           | Џон                             | |
| 1989   | Нова година                        | Били                            | |
| 1988   | Запослена девојка                  | Тесин друг са рођенданске журке | |

## Занимљивости
- Дукавни је вегетаријанац.
- Повредио је око играјући кошарку, због чега му је зеница већа.
- Супротно Фоксу Малдера ког глуми у Досијеу икс, а који верује у ванземаљце и паранормалне појаве,Дукавни је скептичар. Иронично, Џилијан Андерсон, која је глумила скептичну Дејну Скали у истој серији, верује у натприродно.
- Дукавни је позајмио глас Итану Колу у видео-игрици из 2005., под називом "Area 51" и лику XIII у видео-игрици "XIII" из 2003.
- На чланку леве ноге има истетовиран компас који показује на запад (средње име његове ћерке је Вест - у преводу запад).